# Category Is Books
Category Is Books és una llibreria independent de Glasgow, avui l'única LGBT escocesa i una de les set britàniques que hi ha. Va ser fundada per Charlotte i Fionn Duffy-Scott el setembre del 2018.
Tots els llibres que ven estan escrits per algú de la comunitat LGBT, contenen algun personatge LGBT o conten una història LGBT.

## Història
Category Is Books es va instituir amb l'ajut de Gay's The Word, la primera i sola llibreria LGBT que té Londres.
L'establiment acull esdeveniments diversos queers i un espai no alcohòlic per a les persones LGBT. Organitzen activitats com ara sessions ioga, lectures del tarot queer i una barberia segura per a persones trans.
La comunitat constitueix una part integral del funcionament de la llibreria, fins al punt que Fionn Duffy-Scott va afirmar que «hi és important en tant que espai específicament queer, amb la qual cosa molts dels esdeveniments tenen poc a veure amb la lectura.»
El novembre del 2018, va visitar la llibreria Nicola Sturgeon, primera ministra del país.
La botiga va tancar a causa de la pandèmia de COVID-19, però lliurava comandes a domicili mitjançant monopatí i bicicleta. Després, va poder reobrir.